# Tysk-österrikiska backhopparveckan 1994/1995
Tysk-österrikiska backhopparveckan 1994/1995 ingick i backhoppningsvärldscupen 1994/1995. 
Man hoppade i Oberstdorf den 30 december 1994, den 1 januari 1995 hoppade man i Garmisch-Partenkirchen och den 4 januari 1995 hoppade man i Innsbruck. Sista deltävlingen i Bischofshofen hoppades den 6 januari 1995.

## Oberstdorf
- Datum: 30 december 1994
- Land:  Tyskland
- Backe: Schattenbergschanze

| Placering | Hoppare                  | Land      | Poäng |
| --------- | ------------------------ | --------- | ----- |
| 01        | Reinhard Schwarzenberger | Österrike | 227,9 |
| 02        | Andreas Goldberger       | Österrike | 226,7 |
| 03        | Jens Weissflog           | Tyskland  | 225,1 |
| 04        | Ari-Pekka Nikkola        | Finland   | 222,1 |
| 04        | Janne Ahonen             | Finland   | 222,1 |
| 06        | Takanobu Okabe           | Japan     | 222,0 |
| 07        | Gerd Siegmund            | Tyskland  | 218,1 |
| 08        | Dieter Thoma             | Tyskland  | 217,6 |
| 08        | Roberto Cecon            | Italien   | 217,6 |
| 010       | Kazuyoshi Funaki         | Japan     | 216,7 |

## Garmisch-Partenkirchen
- Datum: 1 januari 1995
- Land:  Tyskland
- Backe: Große Olympiaschanze

| Placering | Hoppare            | Land      | Poäng |
| --------- | ------------------ | --------- | ----- |
| 01        | Janne Ahonen       | Finland   | 247,6 |
| 02        | Andreas Goldberger | Österrike | 241,8 |
| 03        | Jani Soininen      | Finland   | 231,8 |
| 04        | Kazuyoshi Funaki   | Japan     | 230,7 |
| 05        | Toni Nieminen      | Finland   | 222,9 |
| 06        | Ari-Pekka Nikkola  | Finland   | 222,3 |
| 07        | Nicolas Dessum     | Frankrike | 219,2 |
| 08        | Takanobu Okabe     | Japan     | 218,8 |
| 09        | Nicolas Jean-Prost | Frankrike | 215,8 |
| 010       | Hansjörg Jäkle     | Tyskland  | 214,3 |

## Innsbruck
- Datum: 4 januari 1995
- Land:  Österrike
- Backe: Bergiselschanze

| Placering | Hoppare            | Land      | Poäng |
| --------- | ------------------ | --------- | ----- |
| 01        | Kazuyoshi Funaki   | Japan     | 247,7 |
| 02        | Andreas Goldberger | Österrike | 225,6 |
| 03        | Mika Laitinen      | Finland   | 220,7 |
| 04        | Toni Nieminen      | Finland   | 216,6 |
| 05        | Rico Meinel        | Tyskland  | 216,3 |
| 06        | Nicolas Jean-Prost | Frankrike | 208,9 |
| 07        | Janne Ahonen       | Finland   | 206,6 |
| 08        | Ari-Pekka Nikkola  | Finland   | 203,9 |
| 09        | Robert Meglič      | Slovenien | 203,6 |
| 010       | Jakub Sucháček     | Tjeckien  | 202,1 |

## Bischofshofen
- Datum: 6 januari 1995
- Land:  Österrike
- Backe: Paul-Ausserleitner-Schanze

| Placering | Hoppare            | Land      | Poäng |
| --------- | ------------------ | --------- | ----- |
| 01        | Andreas Goldberger | Österrike | 261,3 |
| 02        | Roberto Cecon      | Italien   | 253,8 |
| 03        | Dieter Thoma       | Tyskland  | 248,4 |
| 04        | Nicolas Dessum     | Frankrike | 244,9 |
| 05        | Lasse Ottesen      | Norge     | 243,8 |
| 06        | Toni Nieminen      | Finland   | 242,2 |
| 07        | Ari-Pekka Nikkola  | Finland   | 238,2 |
| 08        | Kazuyoshi Funaki   | Japan     | 236,9 |
| 09        | Nicolas Jean-Prost | Frankrike | 233,3 |
| 010       | Jani Soininen      | Finland   | 233,1 |

## Slutställning
| Placering | Hoppare            | Land      | Poäng |
| --------- | ------------------ | --------- | ----- |
| 01        | Andreas Goldberger | Österrike | 955,0 |
| 02        | Kazuyoshi Funaki   | Japan     | 932,0 |
| 03        | Janne Ahonen       | Finland   | 896,3 |
| 04        | Ari-Pekka Nikkola  | Finland   | 886,2 |
| 05        | Nicolas Dessum     | Frankrike | 870,3 |
| 06        | Jani Soininen      | Finland   | 869,6 |
| 07        | Roberto Cecon      | Italien   | 866,2 |
| 08        | Toni Nieminen      | Finland   | 863,9 |
| 09        | Nicolas Jean-Prost | Frankrike | 860,6 |
| 010       | Lasse Ottesen      | Norge     | 839,8 |